# Instrument de ratification
Un instrument de ratification est une lettre par laquelle un chef d'État ou une autorité compétente confirme la signature que son plénipotentiaire a apposée au bas d'un document valant accord avec un pays étranger. Le dépôt de l'instrument de ratification valide en général de façon définitive un traité international. Ce dépôt est officialisé physiquement à un endroit commun aux signataires de l'instrument de ratification.
En droit international, le terme « ratification » désigne l'acte par lequel un État consent à un traité international, signé par le chef de l'État, le chef du gouvernement ou le ministre des Affaires étrangères (seules personnes habilitées à signer). Dans certains pays, la ratification est distincte de la procédure de mise en œuvre des traités, par laquelle un traité ratifié est subséquemment soumis au Parlement pour approbation afin qu'il produise des effets en droit interne. En règle générale, le traité ne peut entrer en vigueur qu'après sa ratification.

## Au Canada
En droit canadien, la ratification est le consentement à être lié par le traité, selon les règles de la Convention de Vienne de 1969 sur les traités. Seul le gouvernement fédéral a le pouvoir de consentir à être lié. Il est important de distinguer ratification et mise en œuvre, car la ratification est un pouvoir ministériel fédéral, tandis que la mise en œuvre est un pouvoir parlementaire. Ajoutons à cela que la mise en œuvre n'est pas entièrement fédérale, les provinces participent à la mise en œuvre, car la mise en œuvre se décline selon le partage des compétences des articles 91 et 92 de la Loi constitutionnelle de 1867.
Le Parlement fédéral n'a aucun droit de vote sur la ratification des traités, car le pouvoir de conclure des traités (jus tractatus) est un pouvoir issu de la prérogative royale, c'est donc laissé entièrement à l'exécutif fédéral, ce que confirment les Lettres patentes de 1947 et l'Affaire des conventions de travail de 1937. Quand le Parlement est appelé à adopter une loi, c'est uniquement pour la mise en œuvre des traités. La mise en œuvre signifie l'incorporation des traités en droit interne, laquelle nécessite une loi de mise en œuvre. Sans une loi de mise en œuvre, les tribunaux ne vont pas accepter d'appliquer les traités. Ce ne sont pas tous les traités qui doivent être mis en œuvre car certains traités de défense ou  traités d'entraide internationale par exemple n'ont pas d'application en droit interne.
En vertu du principe de la souveraineté parlementaire, le Parlement fédéral pourrait théoriquement adopter une loi abolissant la prérogative royale en matière de jus tractatus, afin de se donner lui-même le pouvoir de conclure des traités, mais il a décidé jusqu'à présent de ne pas le faire.

## En France
Selon l'article 52 de la Constitution de 1958, un instrument de ratification ne peut être signé et déposé que par le président de la République. D'après l'article 11 de la Constitution, il peut dans certains cas soumettre le traité au référendum. Pour certains domaines, il peut être obligé d'avoir l'accord du parlement : selon l'article 53 de la Constitution, ce sont les traités de paix et de commerce et ceux qui sont relatifs à l'organisation internationale, qui engagent les finances de l'État, qui modifient des dispositions de nature législative, ceux qui sont relatifs à l'état des personnes, et qui comportent cession, échange ou adjonction de territoire.
Un instrument de ratification français commence traditionnellement par la phrase « À tous ceux qui ces présentes lettres verront, salut : ayant vu et examiné ledit Traité avons approuvé et approuvons en toutes et chacune de ses parties, en vertu des dispositions qui y sont contenues et conformément à l'article 52 de la Constitution. ».